# 陳繼杰
陳繼杰（葡萄牙語：CHAN Kai Kit, Tommy，1950年3月23日—）原名趙河暢（CHIO Ho Cheong），有「爛賭二」、「泰國陳」等綽號，澳門商人，籍貫海南瓊山市三江鎮福寶村；陳繼杰於1996年至1999年期間為澳門立法會直選議員，也是第九屆全國政協澳區委員。陳繼杰是廣南集團詐騙案的主謀，并因涉嫌串謀詐騙被香港廉政公署列入通緝名單之中，但至今下落不明。

## 家庭
陳繼杰的祖父陳六富，因為家贫而冒險由海南漂流到泰國，及後迎娶得泰國某個王族的女兒，因而陳繼杰也擁有泰國王族血統。陳繼杰的父親陳德民是泰國富商之一；陳德民有三名兒子，陳繼杰排行第三。

## 簡歷
陳繼杰於1950年出生於一个泰國的華裔家庭；陳繼杰的父親陳德民於1962年舉家返回廣州定居，陳繼杰因而於廣州華僑子弟補習學校就讀，及後轉到華南師範大學附屬中學就讀。陳繼杰於
1977年中學畢業後在泰國曼谷朱拉隆功大學學習泰文兩年；其后獲得美國路易斯安那州環球大學國際工商管理榮譽博士 外，也於1995年11月18日獲授英國國際經濟管理榮譽博士。
陳繼杰於1979年按家族要求而打理家族生意，惟受到家族保守派成員反對而放棄家族生意。1982年到香港經商；及後陳繼杰因歐美國家蔓延「愛滋恐懼症」而特別生產乳膠手套，在珠海及廈門開設五家製造乳膠手套的收益為他帶來第一桶金。陳繼杰於1985年到澳門，及後創立開設了澳門繼杰國際集團、遠東（泰國）集團、金絲利（澳門）國際煙草有限公司、中國海南（澳門）旅遊集團有限公司等十多個企業。葡萄牙政府為表揚陳繼杰對澳門及其他地區在經濟發展上所作出的貢獻，於1992年6月10日向其授予聖佐治騎士司令爵士爵銜，成為澳門首位華人爵士。
1991年，陳繼杰認識1986年亞洲小姐陳奕詩，及後二人相戀，這段戀情延至1998年结束。陳繼杰聯同陳奕詩於1991年10月至1993年操控雅鉅有限公司，向百利實業發展有限公司（中國農業銀行在香港的窗口公司）以5.15億元在香港新界米埔作土地發展高爾夫球場及低密度住宅的土地交易中詐騙中國農業銀行3.64億元。
1993年12月，美國國會通過陳繼杰為美國國會特別顧問，成為首名被委任的澳門市民；陳繼杰於翌月14日在澳門獲特使委任證書及一面美國國旗，而該面美國國旗曾懸掛於白宮外，也是首面在澳門唯一官方批准懸掛的美國國旗。1994年8月21日，陳繼杰成立澳門海南同鄉總會，是澳門首個省級的同鄉會；並於同年9月當選為該同鄉總會會長。1996年9月，陳繼杰首次以「澳門經濟民生促進會」作為組別名稱參選1996年澳門立法會選舉的直接選舉；結果他獲得12,029票成為「票王」，獲選為澳門第六屆立法會議員；投票結果也令立法會議員的崔世安無法連任；此外也被受賄選傳聞影響，但經調查後卻沒有結果。
1998年1月，陳繼杰循「特別邀請人士」界別委任為第九屆中國人民政治協商會議澳門區委員、海南省政協委員。翌月，美國《華爾街日報》報導克林頓涉及收受政治獻金醜聞，陳繼杰也是涉及醜聞之中；而陳繼杰在1996年澳門立法會選舉的電視宣傳片播有陳繼杰與克林頓等的合照。陳繼杰於同年3月以約1.5億元購入烏克蘭的一艘航空母艦以改建為酒店及娛樂場用途，惟最終不獲澳葡政府批准。
1998年11月，高盛作為廣東省委任為該省企業的財務顧問發現廣南（集團）有限公司賬目出現問題，該集團於翌年年初宣布資不抵債数额達13億人民幣；經過香港廉政公署調查後，陳繼杰於1999年涉嫌連同香港工商發展有限公司董事周慶、廣南（集團）有限公司助理總經理黎瑞華串謀詐騙廣南集團，但陳繼杰最後一次公開露面是在4月21日出席澳門立法會小組會議；香港廉政公署基於陳繼杰失蹤而在1999年6月8日把他列入通緝名單至今；由於陳繼杰未曾提出以“直通車”方式過渡成為澳門回歸後新的立法會議員的申請，因此澳門特別行政區籌備委員會於1999年8月29日在該籌委會第十次全體會議上通過由澳門特別行政區第一屆政府推選委員會於翌月20日進行缺額補充選舉，選出街總容永恩女士以填補陳繼杰的空缺。

## 備註
1. ↑  香港廉政公署曾致函至澳門立法會授權澳門警方拘捕陳繼杰，惟澳門立法會表示該案件於澳門境外發生而沒有足夠理由運用權力，因而沒有接納有關要求[8]。

## 外部連結
- （简体中文） 为澳门顺利回归尽心竭力——访澳门政府立法会议员陈继杰委员 （页面存档备份，存于）
- （简体中文） 涉亚姐亿元骗款案 广东省农行原行长符史峰受审 （页面存档备份，存于）
- （繁體中文） 陳繼杰之司機涉騙款受審
- . 二十一品牌網.   [2010年8月13日]. （原始内容存档于2008年11月22日） （中文（繁體））.
- . 青島新聞網（轉自三聯生活周刊）. 2002年5月23日  [2010年8月13日]. （原始内容存档于2016年3月4日） （中文（繁體））.